# Юїє-Лезіньє
Юїє-Лезіньє (фр. Huillé-Lézigné) — муніципалітет у Франції, у регіоні Пеї-де-ла-Луар, департамент Мен і Луара. Юїє-Лезіньє утворено 1 січня 2019 року шляхом злиття муніципалітетів Юїє i Лезіньє. Адміністративним центром муніципалітету є Лезіньє. Населення — 1311 осіб (01.01.2021).